# Russische Romanze
Russische Romanze (russisch Русский романс Russki romans) ist eine Art von sentimentaler gesungener Poesie, mit Einflüssen der „Zigeunermusik“. Im Wesentlichen handelt es sich um russische Unterhaltungsmusik, die an westlichen Vorbildern geschult ist. Das Genre entstand im Kaiserreich Russland zu Beginn des 19. Jahrhunderts und hatte seinen Höhepunkt in den 1910er und 1920er Jahren.

## Geschichte
Zu Beginn des 19. Jahrhunderts tauchten in Moskau und Sankt Petersburg erstmals professionelle Interpreten von Romanzen auf, die Roma waren. Dies waren sowohl Solosänger als auch die ersten sogenannten Zigeuner-Chöre. Sie hatten so großen Erfolg, dass der Begriff Zigeunerromanze zum Ende des 19. Jahrhunderts fast zu einem Synonym für russische Unterhaltungsmusik wurde. Allerdings kam es bald zu fließenden Übergängen: Das Repertoire wurde gemischt, russische Sänger sangen Zigeunerromanzen, Roma sangen russische Romanzen.  Zu den ersten Komponisten russischer Romanzen im 19. Jahrhundert gehören Nikolai Titow, Alexander Aljabjew, Alexander Warlamow und Alexander Guriljow. In den folgenden Jahrzehnten entwickelten sich verschiedene Typen von Romanzen. Die sogenannte „Salonromanze“ wandte sich an höhere Gesellschaftsschichten und war von der Oper im damaligen italienischen Stil beeinflusst. Sie steht im Gegensatz zum Genre der „grausamen Romanze“, die sich an ein weniger wohlhabendes Publikum richtet und sentimentales Werben, unerlaubte Liebe, schmerzhafte Zurückweisung und oft Selbstmord zum Ausdruck bringt. Hieraus hat sich wohl letztlich das russische Chanson entwickelt. Daneben gibt es auch die „Zigeunerromanze“ und die „Kosakenromanze“, in der die Lebensweise der Don-Kosaken geschildert wird.
Der Höhepunkt der russischen Romanze fällt in die 1910er und 1920er Jahre, mit Interpretinnen und Interpreten wie Anastassija Wjalzewa, Nadeschda Plewizkaja, Pjotr Leschtschenko und Alexander Wertinski. Nach der Oktoberrevolution 1917 schwand in der frühen Sowjetära die Beliebtheit des Genres, da es als Überbleibsel der vorrevolutionären „dekadenten und bourgeoisen“ Sensibilität angesehen wurde. Wertinski und weitere Sänger verließen die Sowjetunion und wurden zu Emigranten, während in Moskau und Leningrad neue Stars wie Wadim Kosin, Alla Bajanowna, Isabella Jurjewa und Walentina Ponomarjowa auftraten. Zu erfolgreichen Sängern russischer Romanzen im 21. Jahrhundert gehören Oleg Pogudin und Alexander Malinin, der als russischer Sänger mit den  höchsten Verkaufszahlen in seinem Heimatland mit den World Music Awards ausgezeichnet wurde.

## Bekannte Beispiele
- Schwarze Augen
- Leuchte, mein Stern, leuchte[2]
- Dorogoi dlinnoju
- Blaues Taschentuch